# Wyman B.S. Moor
Wyman Bradbury Seavy Moor, född 11 november 1811 i Waterville, Maine, död 10 mars 1869 i Lynchburg, Virginia, var en amerikansk demokratisk politiker och diplomat. Han representerade delstaten Maine i USA:s senat från januari till juni 1848.
Moor studerade juridik och inledde 1835 sin karriär som advokat i Waterville. Han var delstatens justitieminister (Attorney General of Maine) 1844–1848. Senator John Fairfield avled i december 1847 i ämbetet och Moor tillträdde som senator den 5 januari 1848. Han efterträddes i juni 1848 av Hannibal Hamlin.
Moor var USA:s generalkonsul i Toronto 1857–1861. Han återvände sedan till Maine och flyttade 1868 till Virginia. Han avled 1869 och gravsattes på Pine Grove Cemetery i Waterville.